# 钟山西站
钟山西站，位于中华人民共和国广西壮族自治区贺州市钟山县，是贵广高速铁路上的高铁站，于2014年12月26日开通启用，由南宁局集团梧州车务段管辖。

## 車站周邊
- 钟山工业园区
- 城厢镇中学
- 富川江
- 钟山县气象局
- 钟山县第二高级中学
- 钟山志远中学
- 钟山体育馆

## 歷史
- 2014年12月26日开通启用。

## 外部連結
- 中国铁路客户服务中心 （页面存档备份，存于）